# متعب الفاعوري
متعب الفاعوري هو عداء أردني في سباقات المسافات المتوسطة. مثل بلاده في سباق 1500 متر للرجال وسباق 800 متر للرجال في دورة الألعاب الأولمبية الصيفية 1984. وكان وقته 3:59.85 في سباق 1500 متر، و1:53.89 في تصفيات سباق 800 متر.
عام 2007 كان عضو في الهيئة التأسيسية للجمعية ألأردنية ألأمريكية في ولاية نيوجيرزي